# Filmografia lui Anthony Hopkins
Aceasta este filmografia actorului Sir Anthony Hopkins.

## Film
| Titlu                                   | An   | Rol                                   | Regizor              | Note                    |
| --------------------------------------- | ---- | ------------------------------------- | -------------------- | ----------------------- |
| The White Bus                           | 1967 | Brechtian                             | Lindsay Anderson     |                         |
| The Lion in Winter                      | 1968 | Richard                               | Anthony Harvey       |                         |
| The Looking Glass War                   | 1969 | John Avery                            | Frank Pierson        |                         |
| Hamlet                                  | 1969 | Claudius                              | Tony Richardson      |                         |
| Uncle Vanya                             | 1970 | Astrov                                | Christopher Morahan  |                         |
| When Eight Bells Toll                   | 1971 | Philip Calvert                        | Etienne Perier       |                         |
| Young Winston                           | 1972 | David Lloyd George                    | Richard Attenborough |                         |
| A Doll's House                          | 1972 | Torvald Helmer                        | Patrick Garland      |                         |
| The Girl from Petrovka                  | 1974 | Kostya                                | Robert Ellis Miller  |                         |
| Juggernaut                              | 1974 | Supt. John McCleod                    | Richard Lester       |                         |
| All Creatures Great and Small           | 1975 | Siegfried Farnon                      | Claude Whatham       |                         |
| The Lindbergh Kidnapping Case           | 1976 | Bruno Richard Hauptmann               | Buzz Kulik           |                         |
| A Bridge Too Far                        | 1977 | Lt. Col. John D. Frost                | Richard Attenborough |                         |
| Audrey Rose                             | 1977 | Elliot Hoover                         | Robert Wise          |                         |
| Magic                                   | 1978 | Charles "Corky" Withers/Voice of Fats | Richard Attenborough |                         |
| International Velvet                    | 1978 | Captain Johnson                       | Bryan Forbes         |                         |
| The Elephant Man                        | 1980 | Dr. Frederick Treves                  | David Lynch          |                         |
| A Change of Seasons                     | 1980 | Adam Evans                            | Richard Lang         |                         |
| The Bounty                              | 1984 | Lieutenant William Bligh              | Roger Donaldson      |                         |
| The Good Father                         | 1985 | Bill Hooper                           | Mike Newell          |                         |
| 84 Charing Cross Road                   | 1987 | Frank Doel                            | David Jones          |                         |
| The Dawning                             | 1988 | Angus Barrie                          | Robert Knights       |                         |
| A Chorus of Disapproval                 | 1989 | Dafydd Ap Llewellyn                   | Michael Winner       |                         |
| Desperate Hours                         | 1990 | Tim Comell                            | Michael Cimino       |                         |
| Dylan Thomas: Return Journey            | 1990 |                                       | Anthony Hopkins      | Debut regizoral         |
| The Silence of the Lambs                | 1991 | Dr. Hannibal Lecter                   | Jonathan Demme       |                         |
| Freejack                                | 1992 | Ian McCandless                        | Geoff Murphy         |                         |
| Spotswood                               | 1992 | Errol Wallace                         | Mark Joffe           |                         |
| Howards End                             | 1992 | Henry J. Wilcox                       | James Ivory          |                         |
| Bram Stoker's Dracula                   | 1992 | Professor Abraham Van Helsing         | Francis Ford Coppola |                         |
| Chaplin                                 | 1992 | George Hayden                         | Richard Attenborough |                         |
| The Trial                               | 1993 | The Priest                            | David Jones          |                         |
| The Innocent                            | 1993 | Bob Glass                             | John Schlesinger     |                         |
| The Remains of the Day                  | 1993 | James Stevens                         | James Ivory          |                         |
| Shadowlands                             | 1993 | Jack Lewis                            | Richard Attenborough |                         |
| The Road to Wellville                   | 1994 | Dr. John Harvey Kellogg               | Alan Parker          |                         |
| Legends of the Fall                     | 1994 | Col. William Ludlow                   | Edward Zwick         |                         |
| Nixon                                   | 1995 | Richard Nixon                         | Oliver Stone         |                         |
| August                                  | 1996 | Ieuan Davies                          | Anthony Hopkins      | Și regizor              |
| Surviving Picasso                       | 1996 | Pablo Picasso                         | James Ivory          |                         |
| The Edge                                | 1997 | Charles Morse                         | Lee Tamahori         |                         |
| Amistad                                 | 1997 | John Quincy Adams                     | Steven Spielberg     |                         |
| The Mask of Zorro                       | 1998 | Don Diego de la Vega / Zorro          | Martin Campbell      |                         |
| Meet Joe Black                          | 1998 | William Parrish                       | Martin Brest         |                         |
| Instinct                                | 1999 | Dr. Ethan Powell                      | Jon Turteltaub       |                         |
| Siegfried & Roy: The Magic Box          | 1999 | Narator                               |                      |                         |
| Titus                                   | 1999 | Titus Andronicus                      | Julie Taymor         |                         |
| Mission: Impossible 2                   | 2000 | Mission Commander Swanbeck            | John Woo             | Nemenționat             |
| How the Grinch Stole Christmas          | 2000 | The Narrator                          | Ron Howard           | Voce                    |
| Hannibal                                | 2001 | Dr. Hannibal Lecter                   | Ridley Scott         |                         |
| Hearts in Atlantis                      | 2001 | Ted Brautigan                         | Scott Hicks          |                         |
| Bad Company                             | 2002 | Ofițerul Oakes                        | Joel Schumacher      |                         |
| Red Dragon                              | 2002 | Dr. Hannibal Lecter                   | Brett Ratner         |                         |
| Shortcut to Happiness                   | 2003 | Daniel Webster                        | Alec Baldwin         |                         |
| The Human Stain                         | 2003 | Coleman Silk                          | Robert Benton        |                         |
| Alexander                               | 2004 | Ptolemy I Soter                       | Oliver Stone         |                         |
| Proof                                   | 2005 | Robert                                | John Madden          |                         |
| The World's Fastest Indian              | 2005 | Burt Munro                            | Roger Donaldson      |                         |
| Bobby                                   | 2006 | John                                  | Emilio Estevez       | Și producător executiv  |
| All the King's Men                      | 2006 | Judge Irwin                           | Steven Zaillian      |                         |
| Slipstream                              | 2007 | Felix Bonhoeffer                      | Anthony Hopkins      | Și scenarist și regizor |
| Fracture                                | 2007 | Theodore "Ted" Crawford               | Gregory Hoblit       |                         |
| Beowulf                                 | 2007 | Hrothgar                              | Robert Zemeckis      |                         |
| Where I Stand: The Hank Greenspun Story | 2008 | Narrator                              | Scott Goldstein      | Documentar              |
| Immutable Dream of Snow Lion            | 2008 |                                       | Riccardo Spinotti    | Film de scurtmetraj     |
| The City of Your Final Destination      | 2009 | Adam Gund                             | James Ivory          |                         |
| The Wolfman                             | 2010 | Sir John Talbot                       | Joe Johnston         |                         |
| The Third Rule                          | 2010 | Fabian Hogarth                        | Aundre Johnson       | Film de scurtmetraj     |
| You Will Meet a Tall Dark Stranger      | 2010 | Alfie Shepridge                       | Woody Allen          |                         |
| The Rite                                | 2011 | Father Lucas                          | Mikael Håfström      |                         |
| Thor                                    | 2011 | Odin                                  | Kenneth Branagh      |                         |
| 360                                     | 2012 | John                                  | Fernando Meirelles   |                         |
| Hitchcock                               | 2012 | Alfred Hitchcock                      | Sacha Gervasi        |                         |
| RED 2                                   | 2013 | Edward Bailey                         | Dean Parisot         |                         |
| Thor: The Dark World                    | 2013 | Odin                                  | Alan Taylor          |                         |
| Noah                                    | 2014 | Methuselah                            | Darren Aronofsky     |                         |
| Kidnapping Freddy Heineken              | 2015 | Freddy Heineken                       | Daniel Alfredson     |                         |
| Solace                                  | 2015 | John Clancy                           | Afonso Poyart        | Și producător executiv  |
| Blackway                                | 2015 | Lester                                | Daniel Alfredson     | Și producător           |
| Misconduct                              | 2016 | Denning                               | Shintaro Shimosawa   |                         |
| Collide                                 | 2016 | Hagen Kahl                            | Eran Creevy          |                         |
| Transformers: The Last Knight           | 2017 | Sir Edmund Burton                     | Michael Bay          |                         |
| Thor: Ragnarok                          | 2017 | Odin                                  | Taika Waititi        |                         |
| Cei doi papi                            | 2019 | Papa Benedict al XVI-lea              | Fernando Meirelles   |                         |
| Tatăl                                   | 2020 | Anthony                               | Florian Zeller       |                         |

## Televiziune
| Titlu                              | An         | Rol                          | Note                                                           |
| ---------------------------------- | ---------- | ---------------------------- | -------------------------------------------------------------- |
| The Man in Room 17                 | 1965       | Dr. Harding                  | Episodul: "A Minor Operation"                                  |
| A Flea in Her Ear                  | 1967       | Etienne Plucheux             | Film TV                                                        |
| Department S                       | 1969       | Greg Halliday                | Episodul: "A Small War of Nerves"                              |
| The Great Inimitable Mr. Dickens   | 1970       | Charles Dickens              | Film TV                                                        |
| Danton                             | 1970       | Georges Danton               | Film TV                                                        |
| Play for Today                     | 1970, 1974 | Bob / Alexander Tashkov      | 2 episoade                                                     |
| Great Performances                 | 1971       | Theo Gunge                   | Episodul: "The Arcata Promise"                                 |
| War and Peace                      | 1972–1973  | Pierre Bezukhov              | 17 episoade                                                    |
| Poet Game                          | 1972       | Hugh Sanders                 | Film TV                                                        |
| Lloyd George                       | 1973       | David Lloyd George           | Film TV                                                        |
| Black and Blue                     | 1973       | Rolul său                    | Episodul: "The Middle-of-the-Road Roadshow for All the Family" |
| QB VII                             | 1974       | Dr. Adam Kelno               | 3 episoade                                                     |
| Possessions                        | 1974       | Dando                        | Film TV                                                        |
| All Creatures Great and Small      | 1975       | Siegfried Farnon             | Film TV                                                        |
| Dark Victory                       | 1976       | Dr. Michael Grant            | Film TV                                                        |
| Victory at Entebbe                 | 1976       | Prime Minister Yitzhak Rabin | Film TV                                                        |
| Mayflower: The Pilgrims' Adventure | 1979       | Captain Christopher Jones    | Film TV                                                        |
| The Bunker                         | 1981       | Adolf Hitler                 | Film TV                                                        |
| Peter and Paul                     | 1981       | Paul of Tarsus               | Film TV                                                        |
| Othello                            | 1981       | Othello                      | Film TV                                                        |
| The Hunchback of Notre Dame        | 1982       | Quasimodo                    | Film TV                                                        |
| A Married Man                      | 1983       | John Strickland              | 4 episoade                                                     |
| Strangers and Brothers             | 1984       | Roger Quaife                 | 2 episoade                                                     |
| Arch of Triumph                    | 1984       | Dr. Ravic                    | Film TV                                                        |
| Hollywood Wives                    | 1985       | Neil Gray                    | 3 episoade                                                     |
| Guilty Conscience                  | 1985       | Arthur Jamison               | Film TV                                                        |
| Mussolini and I                    | 1985       | Count Galeazzo Ciano         | Film TV                                                        |
| Screen Two                         | 1987       | Guy Burgess                  | Episodul: "Blunt"                                              |
| Across the Lake                    | 1988       | Donald Campbell              | Film TV                                                        |
| The Tenth Man                      | 1988       | Jean Louis Chavel            | Film TV                                                        |
| Great Expectations                 | 1991       | Abel Magwitch                | 4 episoade                                                     |
| One Man's War                      | 1991       | Joel                         | Film TV                                                        |
| To Be the Best                     | 1991       | Jack Figg                    | Film TV                                                        |
| Selected Exits                     | 1993       | Gwyn Thomas                  | Film TV                                                        |
| American Masters                   | 2007       | Narator                      | Episodul: "Tony Bennett: The Music Never Ends"                 |
| The Dresser                        | 2015       | Sir                          | Film TV                                                        |
| Westworld                          | 2016       | Dr. Robert Ford              | 10 episoade                                                    |